# هنري فلاينت
هنري فلاينت (بالإنجليزية: Henry Flynt)‏ هو عازف كمان وفنان وملحن أمريكي، ولد في 1940 في غرينزبورو في الولايات المتحدة.

## وصلات خارجية
- الموقع الرسمي
- هنري فلاينت على موقع الموسوعة البريطانية (الإنجليزية)
- هنري فلاينت على موقع ميوزك برينز (الإنجليزية)
- هنري فلاينت على موقع إن إن دي بي (الإنجليزية)
- هنري فلاينت على موقع ديسكوغز (الإنجليزية)